# Uchuu Sentai Noiz
'Imitation PoPs 宇宙戦隊NOIZ' empezó a comienzos de 1999, después cambiaron su nombre a Imitation Pops Uchuu Sentai Noiz (Imitation PoPs宇宙戦隊NOIZ). Poco tiempo después, el 21 de marzo, lanzaron el demo-tape "Imitation Pops", el que tenía 5 canciones. No promocionaron mucho su música hasta febrero de 2001 y después, en marzo, se presentaron en Okayama pepper land bowwow live y distribuyeron demo-tapes gratuitamente.
En abril, el grupo lanzó su primer maxi sencillo, "Command No. 0069", junto a esto tuvieron un concierto en Ikebukuro Cyber. Antes de que se acabara el año hicieron dos one-man nocturnos en Ikebukuro Cyber, en estas presentaciones vendieron su maxi sencillo "(A+B) and No.0-QT".
En el año 2003 su fama creció definitivamente. En los primeros dos meses del año lanzaron los maxi sencillos "e↑o" y "Ignition". En mayo, lanzaron su primer álbum "Cyborg Rock Kanzenban Show", este lanzamiento fue seguido por una gira desde el 6 de julio y el 12 de octubre. Al fin de la gira lanzaron un video del sencillo " Ignition" limitado a 1000 copias y un video ómnibus, el "EGOISM REVOLUTION 2003", el 30 de octubre.
Con una creciente cantidad de fanes, tuvieron una pequeña gira "JAPAN TOY'S PANIC 4DAYS". Tuvieron varias presentaciones en vivo desde el 21 de noviembre al 3 de abril, entre las que se incluyen Stylish Wave, eventos de Under Code, Shibuya O-WEST y varios eventos en recintos en los que participaron como invitados. Sin embargo, sin dejar de participar en eventos, lanzaron "space squadron plasma * amusement" en un evento de Under Code en ON AIR Osaka, y "the sixth chromosome", ambos limitados a 1000 copias.
El año 2004 lanzaron su segundo álbum, "ZERO no keifu", el que incluía 13 canciones. En enero de 2005 aparecieron la portada de la revista CURE, en mayo y septiembre del mismo año sacaron dos nuevos maxi sencillos: "MIRACLE★ROCKET G5" y "From Skywalker" respectivamente y para noviembre fijaron la fecha de lanzamiento de su tercer álbum. A través de toda su carrera han permanecido en el sello 'Alex Records'. Definitivamente un grupo al que no hay que perder de vista.
En este año 2007, el día 5 de septiembre sale a la venta su nuevo álbum llamado TERRA, junto con el video de BAD MUSIC FREAKS un sencillo salido en el mes de agosto.
Sus Integrantes son:
- Angel Voice:ANGEL-TAKA(エンジェル タカ)
- Hyper Sonic Guitar:MASATO
- Super Vibrator:叫 (KYO)
- Clockwork Guitar:TAKEswiy
- Dr. Mix Beat Creater:S@TT-on

## Discografía
- Datos: Q3149014